# Hamsa

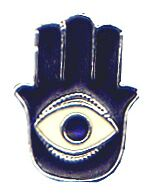
Hamsa - amuletă - pandantiv musulmană; se distinge forma celor cinci degete (cu degetul mic simetric cu cel mare și ochiul în interiorul palmei

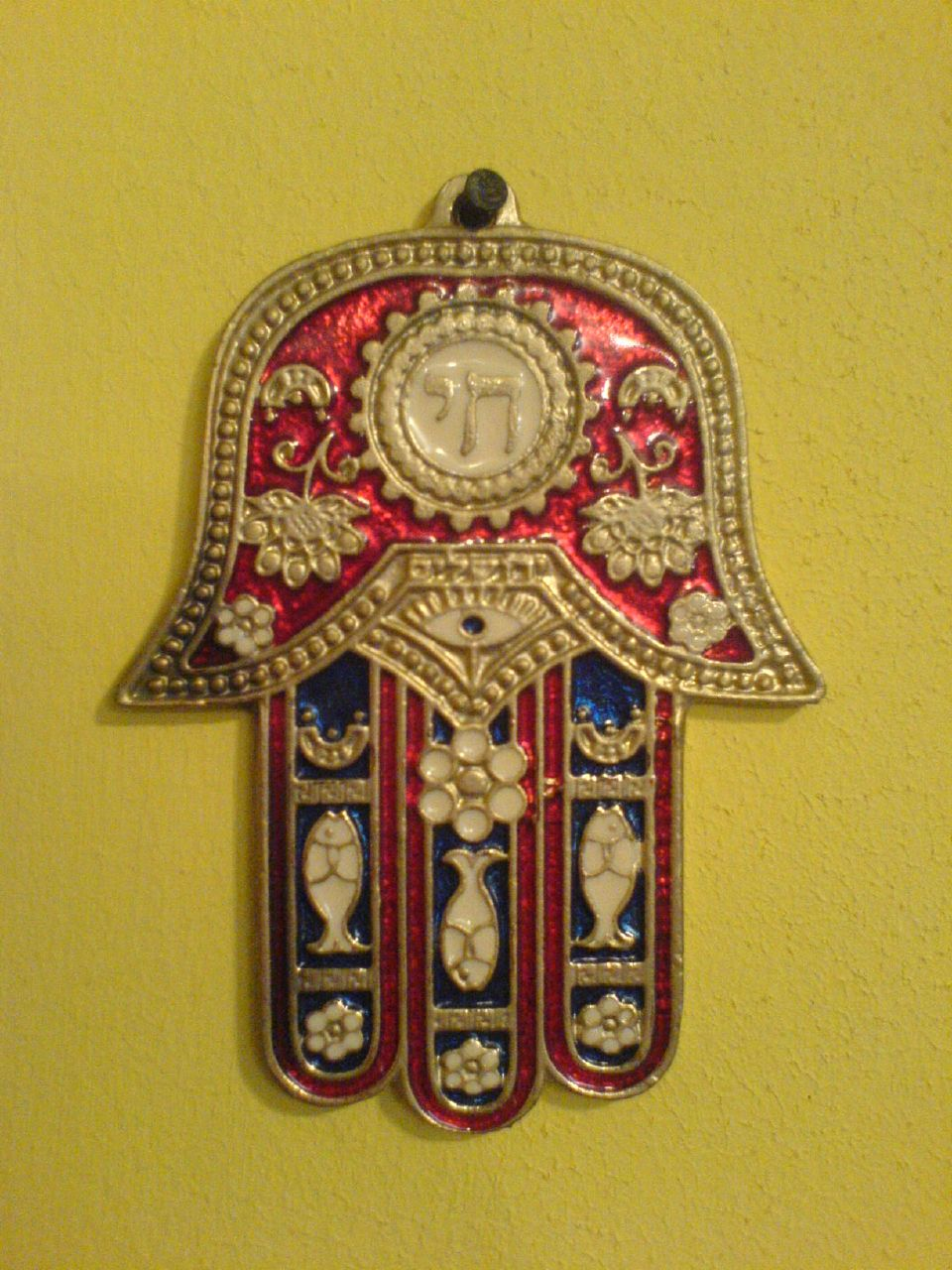
Amuleta „Hamsa” a unor evrei orientali: deasupra ochiului se disting literele Het-Yud citindu-se "Hay", cu semnificația "Viu" - unul din simbolurile lui Dumnezeu)

Ĥamsa (în arabă خمسة‎, provenind de la cuvântul arab „hamsi” = „cinci”) este un simbol răspândit în Orientul Apropiat și în Africa de Nord 
utilizat mai ales în amulete la intrarea în case, pe pereții unor magazine și afaceri particulare, pe pandantive purtate la gât, pe obiecte de decor, bijuterii, iar in epoca contemporană pe port-chei, portmonee, la geamul din față al  automobilelor etc.
Musulmanii îl cunosc mai ales ca „Mâna Fatimei. El reprezintă o palmă deschisă, în mijlocul căreia se găsește un ochi. Ca amuletă, este folosită, de cele mai multe ori, ca protecție împotriva deochiului. ei provine de la numele arab al cifrei cinci.  

## Deochiul
Deochiul este o credință populară caracteristică multor popoare și culturi ce presupune provocarea unei daune unei persoane, animal sau lucru prin simpla admirație îndelungată, mai ales atunci când intervine și invidia. Deochiul este o teamă reală în lumea islamică, fiind puternic înrădăcinat în această cultură, dar mai ales datorită faptului că este atestat de Coran și tradițiile profetice. Profetul Muhammad recomandă ruqyah Arhivat în 20 aprilie 2013, la Wayback Machine. (recitări din Coran și hadith) ca remediu pentru o persoana suferind de pe urma deochiului.
“Deochiul este un termen foarte răspândit în lumea islamică, simbolizând luarea în stăpânire a ceva sau a cuiva, din invidie și cu intenție rea. ‘Deochiul este cauza morții a jumătate din omenire’, se spune. ‘Deochiul golește casele și umple mormintele’. Pentru superstițioși, ochii cei mai primejdioși îi au femeile bătrâne și tinerele căsătorite, iar cei mai vulnerabili sunt copiii, lăuzele, tinerele căsătorite, caii, câinii, laptele, grâul. Individul care deoachie se numește în arabă „ma’ian”. Un ma’ian, spune Quast’allami, când se uită cu invidie la ceva (obiect sau persoană care îi place) îi pricinuiește o pagubă. Întrebarea dacă ochiul lui secretă o substanță invizibilă ca otrava din ochiul viperei n-a fost lămurită, fiind doar probabil că așa stau lucrurile. Ochiul anumitor animale insuflă spaimă; al viperei, al șopârlei gecko. Din cauza deochiului pot să piară vitele. ‘Mă adăpostesc lângă Dumnezeu de frica răului pe care-l pricinuiește invidiosul, atunci când e stăpânit de invidie. Profetul a spus: ‘Ayn (ochiul) este o realitate’. După tradiție, există „mijloace de apărare” împotriva deochiului: vălul, desenele geometrice, obiectele strălucitoare, fumigațiile care exaltă mirosuri, fierul roșu, sarea, alaunul, coarnele, semiluna, „mâna Fatimei”, adică Hamsa. Potcoavele de cai sunt și ele talismane despre care se crede că apără de deochi: ele par să reunească datorită materialului din care sunt fabricate, a formei și a funcției, virtuțile magice ale mai multor simboluri: cornul, semiluna, mâna, și pe acelea ale calului, animal domestic și, inițial, sacru.” 
Coranul dedică o sură întreagă răului cauzat prin mijloace paranormale:
Ea spune: "Eu caut adăpost la Stăpânul revărsatului zorilor/Împotriva răului [venind] de la ceea ce El a creat/Și împotriva răului întunericului care se așterne/Și împotriva răului vrăjitoarelor care suflă în noduri/Și împotriva răului pizmuitorului, când pizmuiește. Coranul implică faptul că există mijloace de a face rău de la distanță, care au o asemenea putere încât numai intervenția divină le poate opri.

## Simbolistica ĥamsei
Cel puțin în forma ei clasică, ĥamsa reunește simbolistica cifrei cinci, a ochiului și pe cea a mâinii, toate trei fiind simboluri universale, considerate ca având o anumită putere în ceea ce privește protecția (mai ales împotriva „deochiului”). Motivul asocierii de simboluri folosite pentru scopuri asemănătoare este acela de a spori puterea amuletei, mai ales că nu există o tradiție care în ceea ce privește materialul din care ar trebui confecționată pentru a proteja mai bine sau al momentului zilei în care ar trebui realizată (ca la runele antice). În lipsa acestor metode ritualice de a spori puterea, tradiția islamică adaugă la "mâna Fatimei" din ce în ce mai multe simboluri , pasaje din Coran, reprezentări florale sau animale, cu scop nu numai estetic dar și de a spori capacitatea defensivă.

### Cifra cinci
Cifra cinci apare în multe culturi ca un simbol al echilibrului și al uniunii, fie că reprezintă însoțirea principiului ceresc (3) cu cel pământesc al mamei (2) ca la hierogami, totalitatea celor cinci simțuri și forme sensibile ale materiei sau ordinea și perfecțiunea universului: două axe, una verticală și una orizontală, trecând prin același centru.
Cifra cinci este, prin excelență, un simbol al echilibrului.

#### Cifra cinci și deochiul
Reprezentând o stare de stabilitate, cifra cinci apără împotriva fluxului de energii negative ca aceea ce cauzează deochiul. Din moment ce energiile unei persoane sunt în armonie este greu ca deochiul să găsească un punct slab în care să cauzeze stricăciune. Chevalier observă că  “pentru a alunga deochiul, se întind cele cinci degete ale mâinii drepte și se rostește: ‘Cinci în ochiul tău’ sau ‘Cinci pe ochiul tău’(…)Astfel cifra cinci a devenit un farmec prin sine însăși.”

#### Importanța cifrei cinci înislam
Pentru islam, cifra cinci este o cifră a integralității ritualurilor, a cercurilor complete:
"În Islam, unde i se manifestă o adevărata predilecție, cinci este o cifră fastă: pentagrama celor cinci simțuri și a căsătoriei. Cinci este numărul orelor de rugăciune, al bunurilor hărăzite dijmei, al elementelor din hajj (și al zilelor petrecute pe Arafat), al felurilor de post, al motivelor pentru care se face abluțiunea, al dispenselor pentru ziua de vineri. Se mai vorbește de cea de-a cincea parte din comori sau din pradă, de cele cinci generații necesare răzbunării tribale, cele cinci cămile pentru „diya”, cele cinci „takbir” sau formule de rugăciune: Mare este Allah!, de asemenea, despre cei cinci martori ai Mubahalei (pactul), cele cinci chei coranice ale misterului (Coran 6, 59; 31, 34), ca și cele cinci degete ale mîinii Fatimei"

### Ochiul
Chevalier amintește că ochiul, ca simbol, trebuie discutat în cele trei aspecte ale sale, pe care le denumește “ochi fizic”, “ochi frontal” și “ochiul inimii”. În timp ce primele două percep în mod complementar și opus activitatea viitorului și a trecutului, cel de-al treilea ochi are funcția de a unifica, este corespondentul focului, “privirea lui ‘preschimbă totul în cenușă’, ceea ce înseamnă că, exprimând prezentul fără dimensiuni, simultaneitatea, el distruge manifestarea(...)Această viziune unificatoare se mai exprimă în lumea islamică și prin depășirea celor doi ochi ai literei ha, al cărei desen, în arabă, constă efectiv din două inele, simboluri ale dualității, ale separării. Cel de-al treilea ochi arată condiția supraomenească în care clarviziunea ajunge la perfecțiune, precum și, dintr-o perspectivă mai înaltă, participarea solară.”
Prin urmare, din aceasta perspectivă, ochiul, ca și cifra cinci, concentrează și uniformizează aspecte ale realității. În timp ce simbolismul cifrei cinci presupune reunirea cerului și a pământului, a tuturor aspectelor ființei (omul poate fi înscris într-o pentagramă), ochiul reunește cunoștința trecutului cu cea a viitorului și o filtrează printr-o înțelegere atemporală. Ochiul unic, fără pleoape, este considerat, de altminteri, simbolul Esenței și al cunoașterii divine. În ceea ce privește deochiul, această caracteristică unificatoare ajută probabil la neutralizarea invidiei și protejarea individului care poartă amuleta.

#### Ochiul în tradiția islamică
Se poate observa, în cultura islamică, o anumită fascinație pentru simbolul ochiului, de la binecunoscutul ochi al lui Horus

Ochiul lui Horus, inspirat de ochiul șoimului

 la ayn al-qalb despre care Chevalier spune că este o “constantă a spiritualității musulmane”, îndeosebi cea sufită.
Înaintea islamului, “la (vechii) egipteni, ochiul Udjat (ochiul fardat) era un simbol sacru care se regăsește pe aproape toate operele de artă. Era considerat ca o sursă de fluid magic, ochiul lumină purificator. Este cunoscut locul pe care îl ocupa șoimul în arta și literatura religioasă a Egiptului antic: ‘Egiptenii au fost izbiți de pata stranie care se observă sub ochiul șoimului, ochi care vede tot, și, în jurul ochiului lui Horus, s-a dezvoltat o întreagă simbolistică a fecundității universale”
Kronzek consideră că împotriva deochiului s-au folosit cel mai adesea reprezentări ale ochilor, coarnelor sau amulete în formă de broască. Vechii egipteni foloseau reprezentarea ochiului lui Horus pentru a-i proteja împotriva deochiului, a relelor sau rănilor. De asemenea, dacă o amuletă nu este disponibilă, în multe tradiții se recomandă efectuarea unui gest scurt ce implică ridicarea arătătorului si a degetului mic în chip de coarne.
“Reprezentările coarnelor și ale mâinilor (simbolizând fertilitatea și viața) și ale ochiului uman (sugerând vigilența eternă) desenate sau sculptate apar pe amulete din toată lumea. Multe amulete au scrise pe ele și cuvinte magice, vrăji scurte sau nume de zei. Deși interesul pe care îl trezesc este aproape universal, amuletele sunt îndeobște asociate cu vechii egipteni, care le purtau peste tot, chiar și în mormânt.”

Nu este de mirare că ḫamsa reunește simbolul ochiului, cu o tradiție atât de mare în spiritualitatea arabă cu simbolul cifrei cinci, pe fundalul mâinii, dar este de asemenea de observat numele secundar al simbolului: mâna Fatimei. Probabil practica scrierii numelui unui zeu pe amuletă se transformă în asocierea cu o persoana sfântă, pentru o mai mare putere magică.

### Mâna
Simbolistica mâinii, afară de schimbarea statutului (căsătorie), luare în posesie și putere, este asociată cu cifra cinci și cu ochiul. Ea are capacitatea de a opri răul, acționând ca un scut. Probabil simbolismul gestului de a întinde mâna în fața cuiva care pare a transmite invidie sau alte gesturi rituale efectuate cu mâinile, provine din impulsuri naturale de apărare, transpuse în plan spiritual.  În alte culturi, mâna nu rămâne exclusiv un instrument de apărare, este instrumentul cu care acționează zeii și cu care se fac sacrificii în numele lor. Astfel simbolul mâinii devine prin excelență semn de divinitate sau intervenție divină.
“Palma cu degetele întinse – și adeseori cu degetul mare în sus – este frecvent reprezentată în America Centrală precolumbiană, atât pe basoreliefuri cât și în gliptică. Primul ei înțeles, numeric, este 5. Ea este simbolul zeului zilei a cincea. Acest zeu este, însa htonian, de aceea, mâna devine, în arta mexicană, un simbol al morții. Într-adevăr, o găsim alături de capete de mort, de inimi, de picioare sângerânde, alături de scorpion, de cuțitul sacrificial cu tăiș de obsidian sau de cremene. În limba yucatec, acest cuțit este numit ‘mâna zeului’”.
În ceea ce privește legătura ei cu ochiul, asemănarea se datorează faptului că amândouă ajută la perceperea obiectelor înconjurătoare. Simțul pipăitului devine mai intens la orbi, mâinile devenind cel mai de nădejde mijlocitor între ei și lume. De asemenea, se poate face o legătură între ochiul interior (conștiință, talent artistic, viziune) și creație literară scrisă de mână.
“Mâna este comparată cu ochiul: mâna vede”,consideră Chevalier, care observă faptul că psihanaliștii asociază mâinilor văzute în vis aceeași explicație ca și ochilor.